# مسعود مافان
مسعود مافان (زاده ۱۳۴۱ ) مدیر انتشارات باران ساکن سوئد است . 